# Klaas Lok
Klaas Lok (* 12. Januar 1955) ist ein ehemaliger niederländischer Leichtathlet, der im Mittel- und Langstreckenlauf an den Start ging. Seinen größten Erfolg feierte er mit dem Vizehalleneuropameistertitel über 3000 Meter 1980 in Sindelfingen.

## Sportliche Laufbahn
Erste internationale Erfahrungen sammelte Klaas Lok vermutlich im Jahr 1977, als er bei den Halleneuropameisterschaften in Donostia / San Sebastián mit 8:17,6 min in der Vorrunde im 3000-Meter-Lauf ausschied. Kurz darauf wurde er bei den Crosslauf-Weltmeisterschaften in Düsseldorf 160. und im August schied er bei der Sommer-Universiade in Sofia mit 3:50,9 min in der ersten Runde im 1500-Meter-Lauf aus. Im Jahr darauf belegte er bei den Halleneuropameisterschaften in Mailand in 7:51,4 min den fünften Platz über 3000 Meter und im Sommer kam er bei den Freiluft-Europameisterschaften in Prag jeweils in der Vorrunde über 1500 und 5000 Meter nicht ins Ziel. Bei den Crosslauf-Weltmeisterschaften 1979 in Limerick gelangte er nach 38:35 min auf den 28. Platz und im Jahr darauf gewann er bei den Halleneuropameisterschaften in Sindelfingen in 7:57,9 min die Silbermedaille über 3000 Meter hinter Karl Fleschen aus der Bundesrepublik Deutschland. Kurz darauf erreichte er bei den Crosslauf-WM in Paris nach 37:48,1 min Rang 20. Bei den Crosslauf-Weltmeisterschaften 1981 in Madrid wurde er nach 36:30 min 65. und im Jahr darauf gelangte er bei den Halleneuropameisterschaften in Mailand mit 8:14,30 min auf Rang zwölf über 3000 Meter. Bei den Crosslauf-Weltmeisterschaften 1983 in Gateshead lief er nach 39:55 min auf dem 148. Platz ein und bei den Crosslauf-Weltmeisterschaften 1984 in New York City wurde er nach 34:28 min 40. Im Jahr darauf wurde er bei den Crosslauf-WM in Lissabon nach 34:48 min 50. und im November siegte er beim Zevenheuvelenloop. Daraufhin trat er nicht mehr international in Erscheinung.
In den Jahren 1976 und 1980 wurde Lok niederländischer Meister im 1500-Meter-Lauf sowie von 1978 bis 1982 über 5000 Meter und 1979 und 1980 sowie 1982 und 1984 im 10.000-Meter-Lauf. Zudem wurde er von 1979 bis 1982 sowie 1984 und 1985 Landesmeister im Crosslauf. In der Halle siegte er 1976, 1982 und 1984 über 3000 Meter sowie von 1980 bis 1982 und 1984 über 3000 Meter.

## Persönliche Bestzeiten
- 1500 Meter: 3:38,83 min, 7. August 1979 in Göteborg
- Meile: 3:57,69 min, 22. Mai 1981 in Leiden
- 3000 Meter: 7:52,50 min, 25. September 1979 in Brüssel
  - 3000 Meter (Halle): 7:51,4 min, 12. März 1978 in Mailand
- 5000 Meter: 13:30,3 min, 7. Juni 1978 in Oslo
- 10.000 Meter: 28:24,7 min, 27. April 1979 in Sittard